# Chick Bill
Chick Bill is een humoristische westernstrip, geschreven en getekend door de Franse tekenaar Tibet en uitgegeven door Le Lombard. Ook A. P. Duchâteau, Greg en René Goscinny schreven enkele scenario's.

## Verhaal
De verhalen spelen zich af in Wood City, een slaperig dorpje in Arizona. De jonge held van het verhaal, Chick Bill, beleeft allerlei uitzinnige avonturen. Hierbij wordt hij steeds vergezeld door het indiaantje Kleine Poedel,  Dog Bull, de sheriff van Wood City, en Kid Ordinn, Dog Bulls niet al te snuggere adjunct.
De eerste verhalen weken wat stijl betreft af van de latere delen. De strip was in eerste instantie meer gericht op een jong publiek.  De stripfiguren werden aanvankelijk als menselijke dieren voorgesteld (vergelijkbaar met de dieren van bijvoorbeeld Walt Disney). Vanaf het derde verhaal werden de antropomorfe dierenfiguren omgevormd tot gewone mensen, waarmee de strip een iets ander karakter kreeg.

## Albums
| Nr. | Album                                                   | Jaar |
| --- | ------------------------------------------------------- | ---- |
| 1   | Chick Bill tegen de Onzichtbare                         | 1954 |
| 2   | De kat zit in de zak                                    | 1954 |
| 3   | Doorbraak naar het westen                               | 1955 |
| 4   | Kid Ordinn komt in opstand                              | 1956 |
| 5   | De zonderlinge Casy Moto                                | 1956 |
| 6   | De pijpekop                                             | 1957 |
| 7   | Ko-Klox-Klan                                            | 1957 |
| 8   | Het geheim van de grot                                  | 1958 |
| 9   | Het monster van het meer                                | 1958 |
| 10  | Alarm te Maraccas                                       | 1961 |
| 11  | De schat van de groene Boeddha                          | 1962 |
| 12  | De Neptunus is verdwenen                                | 1963 |
| 13  | De laatste van de Bulls                                 | 1964 |
| 14  | De 100 dubbelgangers                                    | 1965 |
| 15  | De rivalen                                              | 1965 |
| 16  | De Patromak beeft                                       | 1966 |
| 17  | De miljoenen van Kid Ordinn                             | 1966 |
| 18  | Territorium 22                                          | 1967 |
| 19  | 36 sterren                                              | 1967 |
| 20  | Roze stormwind                                          | 1968 |
| 21  | De waterkoorts                                          | 1968 |
| 22  | Cowboys tegen Musketiers                                | 1969 |
| 23  | Het teken van de graaf                                  | 1969 |
| 24  | Het raadselachtige Tibet                                | 1970 |
| 25  | Het geheim wapen van Kid Ordinn                         | 1970 |
| 26  | Schatgravers in de woestijn                             | 1971 |
| 27  | Bij ruilen moet er een huilen                           | 1971 |
| 28  | De beelden van het eiland                               | 1972 |
| 29  | De gevangene van Schotsj                                | 1972 |
| 30  | De bende van Kid Ordinn                                 | 1973 |
| 31  | Een "onschuldige" in het dorp                           | 1973 |
| 32  | De ijzeren cowboy                                       | 1974 |
| 33  | Hard tegen hard                                         | 1974 |
| 34  | Een stem als een klok!                                  | 1975 |
| 35  | Casanova Kid                                            | 1975 |
| 36  | Grapjassen werden gapjassen... en de sheriff keek toe   | 1976 |
| 37  | Spook-ranch                                             | 1976 |
| 38  | Montana Kid                                             | 1977 |
| 39  | De kale-mannen-tikker                                   | 1977 |
| 40  | De getuige van de Rio Grande                            | 1978 |
| 41  | Paniek in de K.O. Corral                                | 1978 |
| 42  | De 6e Desperado                                         | 1979 |
| 43  | De dubbelziende helderziende                            | 1979 |
| 44  | Het huis van de sterkste                                | 1980 |
| 45  | Sheriff te koop                                         | 1980 |
| 46  | Kop tegen de muur                                       | 1981 |
| 47  | De goudmijn van Dog Bull                                | 1981 |
| 48  | De blauwe terreur                                       | 1982 |
| 49  | Het kruitvat                                            | 1982 |
| 50  | Rattevergif                                             | 1983 |
| 51  | De deserteurs                                           | 1984 |
| 52  | De gier van Wood-City                                   | 1985 |
| 53  | Drie schoten voor de senator                            | 1986 |
| 54  | De vier woestijnratten                                  | 1978 |
| 55  | Kid-de-Revolverheld                                     | 1988 |
| 56  | Bittere wraak                                           | 1989 |
| 57  | Het rode konvooi                                        | 1990 |
| 58  | De twee gezichten van Kid Ordinn                        | 1992 |
| 59  | De verloofde van Kid Ordinn                             | 1995 |
| 60  | De zwarte vriend                                        | 1997 |
| 61  | Kid Aladinn                                             | 1998 |
| 62  | Dwaas en daas                                           | 1999 |
| 63  | Het Schotse spook                                       | 2000 |
| 64  | Wie niet dik is, moet slim zijn!                        | 2001 |
| 65  | De dochter van de maniak                                | 2002 |
| 66  | Koning Kaaskop                                          | 2004 |
| 67  | Klaartje, de oosterse Mata Hari                         | 2005 |
| 68  | L'hideux Zorfeline (De onweerstaanbare Zorfelin)        | 2007 |
| 69  | Le secret du géant flure (Het geheim van de flure reus) | 2008 |
| 70  | Qui veut gagner des filons? (Wie wil er aders winnen?)  | 2010 |

In 2017 begon uitgeverij Saga met een integrale editie van de reeks, vertaald van een eerder initiatief van uitgeverij Le Lombard in het Frans. Saga bundelt de verhalen echter niet op dezelfde manier.